# سوریگائو جنوبی

جانمای استان سوریگائوی جنوبی در نقشه فیلیپین.

سوریگائو جنوبی یا سوریگائو دل سور (Surigao del Sur) یکی از استان‌های کشور فیلیپین است. این استان در جنوب خاوری این کشور قرار گرفته است و بخشی از جزیره میندانائو به شمار می‌رود.
مرکز این استان شهر تانداگ است. جمعیت آن بیش از پانصد هزار نفر است. مساحت این استان چهار هزار و پانصد کیلومتر مربع است .